# Defenestracja praska

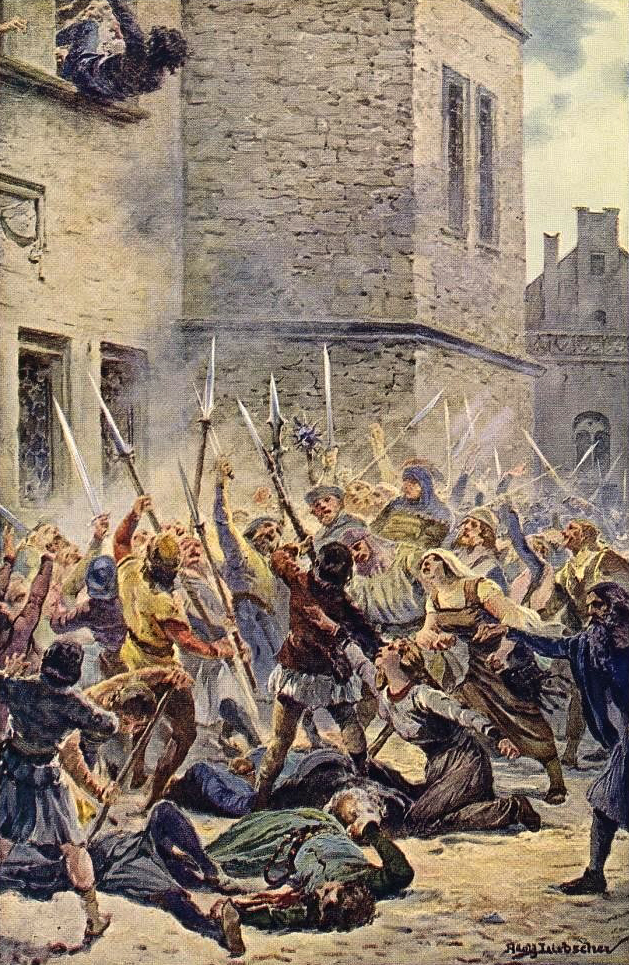
Defenestracja praska (1419) na obrazie Adolfa Liebschera

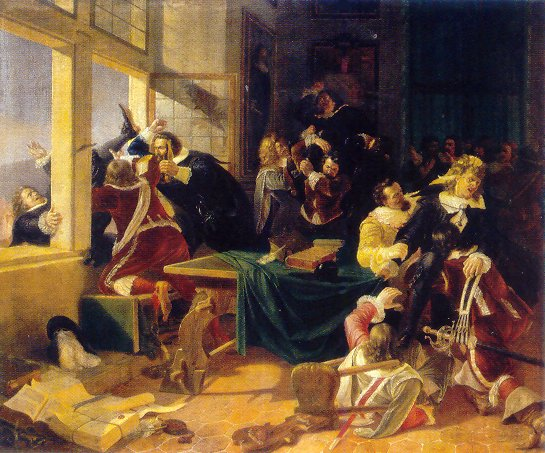
Defenestracja praska (1618) na obrazie Karela Svobody

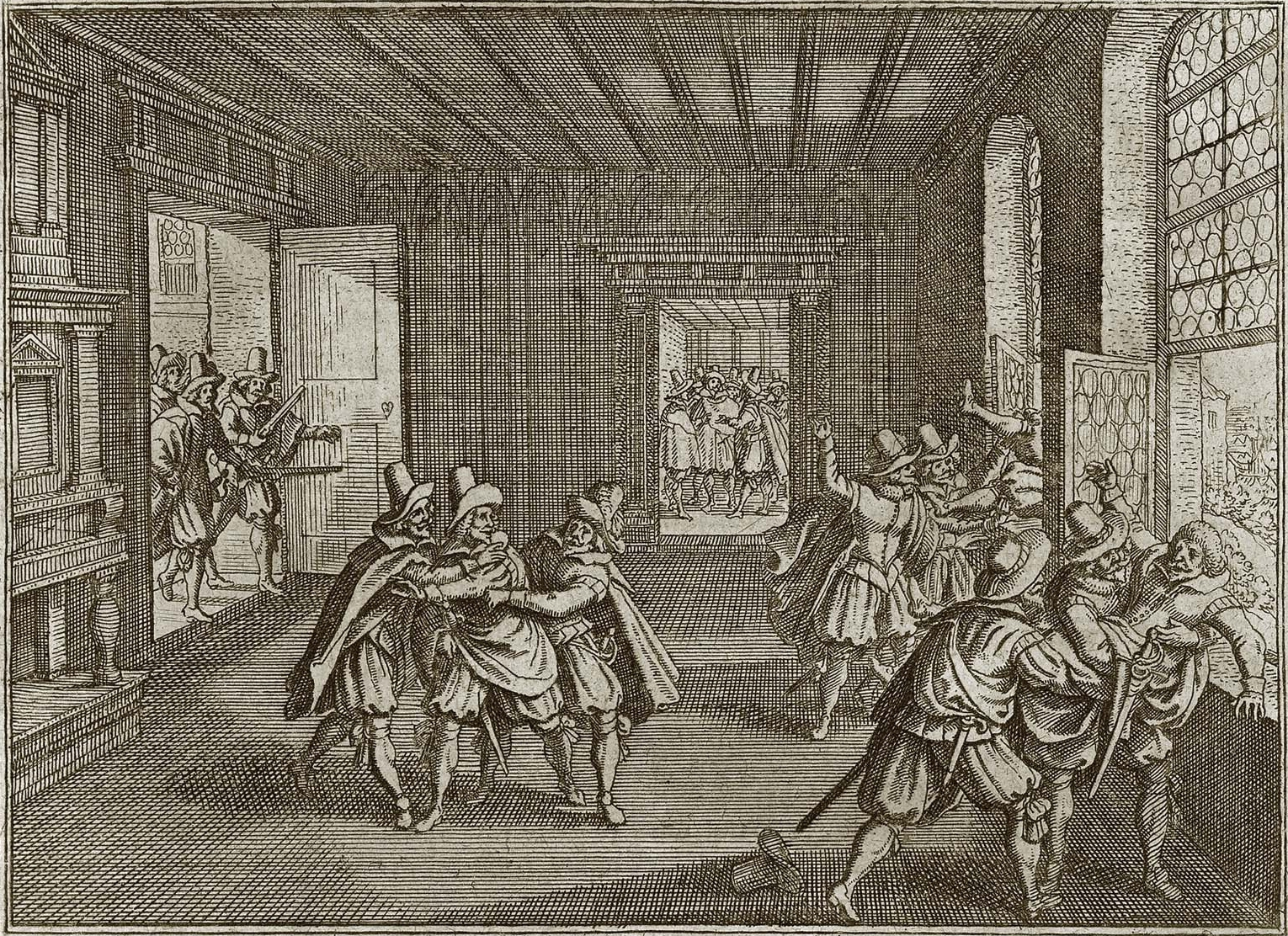
Defenestracja praska (1618) – rycina z Theatrum Europaeum

Defenestracja praska (łac. de fenestra – przez okno, Pražská defenestrace) – nazwa trzech wydarzeń z historii Czech. W każdym przypadku doszło do wyrzucenia osób przez okno w Pradze. Ten sposób uprawiania polityki nazywany jest żartobliwie more Bohemico.
- I defenestracja praska (30 lipca 1419) – została dokonana w czasie powstania husyckiego, podczas sporu w Radzie Miasta, kiedy zostało wyrzuconych przez okno Ratusza Nowomiejskiego w Pradze siedmiu katolickich rajców[potrzebny przypis].

- II defenestracja praska (23 maja 1618) – z okna Zamku Królewskiego na Hradczanach wyrzucono dwóch cesarskich namiestników – Jarosława Borzitę z Martinic i Wilhelma Slavatę – oraz sekretarza Fabriciusa. Doszło do tego z powodu wzburzenia przywódców czeskich protestantów dyskryminującą ich polityką cesarza Macieja. Pomimo upadku z wysokości kilkunastu metrów urzędnikom nic się nie stało (katolicy uznali to za cud). Wyrzuceni zostali z sali jadalnej i podobno uratowała ich góra naturalnego kompostu, powstała z resztek jedzenia wyrzucanych przez to okno po ucztach. Opisane wydarzenie jest uważane za bezpośrednią przyczynę wybuchu wojny trzydziestoletniej[2].

- III defenestracja praska (10 marca 1948) – śmierć ministra spraw zagranicznych Czechosłowacji Jana Masaryka, syna prezydenta Tomasza Masaryka, który zginął wyrzucony z okna wg badań policji czeskiej z 2004 r.[3][4]

- Do jeszcze jednej defenestracji, zwykle pomijanej, doszło 24 września 1483 roku (według Czechów – „druga defenestracja”). Narastające konflikty między katolikami a kalikstynami, za rządów króla Władysława II, doprowadziły do wybuchu w trzech organizmach, składających się na ówczesną Pragę. W ratuszu staromiejskim został ranny katolicki burmistrz Jan od Klobouků i jeden radny, następnie burmistrz został wyrzucony przez okno, ale przeżył. Z okien ratusza nowomiejskiego wyrzucono ciała siedmiu zabitych katolickich rajców, natomiast na Malej Stranie aresztowano katolickich radnych[potrzebny przypis].